# Latrodectus curacaviensis
Latrodectus curacaviensis es una especie de araña araneomorfa terídida del género Latrodectus, cuyas integrantes son denominadas comúnmente viudas negras. Habita en regiones cálidas del norte de Sudamérica y las Antillas. 

## Taxonomía
Descripción original
Esta especie fue descrita originalmente en el año 1776 por el zoólogo alemán Philipp Ludwig Statius Müller, con el nombre científico de Aranea curacaviensis.
Etimología
Etimológicamente, el término específico curacaviensis es un topónimo que refiere al lugar donde fue colectado el ejemplar tipo: la isla de Curazao, en la parte sur del mar Caribe.
Relaciones filogenéticas
Es la especie tipo del grupo “curacaviensis”, el cual según Ábalos y Báez agrupa especies que presentan 2 espiras en la hembra, en los ductos de conexión de la espermateca así como en el émbolo del palpo copulador del macho.

## Características
Como en otros integrantes del género Latrodectus, en L. curacaviensis sus ojos se posicionan en dos filas, cada una cuenta con 4; los tarsos concluyen en 3 uñas; en la cara ventral del tarso IV, gruesas cerdas integran una estructura con forma de peine y en la hembra su abdomen es globoso. La hembra de esta especie es de color marrón amarillento claro, ligeramente más oscuro en la depresión torácica y alrededor del borde. El esternón es de color amarillo-marrón más oscuro, con una estrecha marca clara longitudinal medial. El abdomen es negro con marcas rojas.

## Distribución y hábitat
Esta especie se distribuye en las Antillas Menores de las Indias Occidentales y en el norte de América del Sur hasta Brasil.

## Peligrosidad
Esta araña es peligrosa para los seres humanos ya que cuenta con glándulas venenosas que producen latrotoxinas (una neurotoxina) las que son inoculadas en caso de una mordedura, especialmente si se trata de una hembra, ya que esta posee quelíceros de mayor tamaño, los que son más adecuados para penetrar en la piel humana. 